# Haruhisa Hasegava
Haruhisa Hasegava (japonsko 長谷川 治久), japonski nogometaš, 14. april 1957.
Za japonsko reprezentanco je odigral 15 uradnih tekem.